# Landgraben (Karlsruhe)

Verlauf des Landgrabens

Der Landgraben ist ein im späten 19. Jahrhundert zum Abwasserkanal umgebauter, ehemals offener Entwässerungsgraben in Karlsruhe.

## Offener Landgraben
1588 veranlasste Markgraf Ernst Friedrich von Baden-Durlach bei der Errichtung des Schlosses Gottesaue den Bau des Landgrabens. Dieser sollte die zwischen dem neuen Schloss und Durlach verlaufende Kinzig-Murg-Rinne nach Westen zur  Alb in Mühlburg entwässern. Hochwasser im Einzugsbereich floss so auch schneller zum Rhein hin ab.
Der Verlauf des Landgrabens beeinflusste die Entwicklung der 1715 nördlich neu gegründeten Stadt Karlsruhe, indem er Asymmetrie mancher Straßenzüge der expandierenden Stadt erzwang. Dreieckige Plätze wie der Lidellplatz und der Ludwigsplatz kamen wegen des Grabens zustande, der an einer Seite dieser Plätze floss.
1768 wurde der Landgraben durch den „Stein(schiff)kanal“ bis zur Pfinz verlängert, um auch deren Hochwasser aufnehmen zu können. Zugleich wurde er als Transportweg für Baustoffe ins wachsende Karlsruhe genutzt. Ab 1794 durften die Bürger der Stadt Abwasser aus Küche und Bad in den Landgraben leiten, aber keine Fäkalien.
Im selben Jahr erhielt ein Müller in Mühlburg vom Markgrafen die Genehmigung, am Landgraben eine Wassermühle zu errichten. Dafür musste der Graben gut einen Meter angestaut werden. Der ohnehin wegen geringen Gefälles langsam fließende Graben verschlammte dadurch und roch besonders im Sommer stark. Bei Hochwasser überschwemmte er die umgebenden Freiflächen bis in die Gebäude hinein.

Rekonstruktion des Stadtplanreliefs in der Karlsruher Pyramide mit dem Verlauf des Landgrabens

Daher begann man 1815 damit, den Landgraben zu überbauen. Die Kosten dafür mussten die Eigentümer der angrenzenden Grundstücke zahlen, erhielten dafür jedoch das Eigentumsrecht an den neuen Flächen. Die Stadt finanzierte nur die Überbauung entlang öffentlicher Straßen. Auf dem 1823 erstellten Stadtplanrelief in der Karlsruher Pyramide von Friedrich Weinbrenner ist der Landgraben mit seinem heutigen Verlauf eingezeichnet. Auf diesem Stadtplan ist er als LANG GRABEN beschriftet.
Der Bau des Gewölbes über dem Graben begann am Lidellplatz; die letzten Abschnitte im Westen der Stadt wurden erst 1905 fertiggestellt. In dieser Zeit wurden auch vermehrt kleine, „Dolen“ genannte Kanäle gebaut, die Straßenwasser in den Landgraben ableiteten. Aus dem offenen Entwässerungsgraben war ein unterirdischer Abwassersammler geworden.

## Landgrabenkorrektion
Der Stadtrat erteilte 1877 dem Stadtbaumeister Hermann Schück den Auftrag, eine Kanalisation für Karlsruhe zu entwickeln. Als Hauptsammelkanal sah Schück den Landgraben vor, der dafür vertieft und ausgebaut werden musste. Diese Vertiefung war schon früher geplant gewesen, war jedoch damals am Widerstand der Anlieger gescheitert, die Gebäudeschäden durch die Arbeiten befürchtet hatten, wie auch an unzureichenden Mitteln. Um den Mühlenstau zu beseitigen, kaufte man nun dem Müller die Wasserrechte für 70.000 Mark ab. 1883 begann der Bau, der auch das Dohlen-System beendete. Mit der Landgrabenkorrektion beginnt in Karlsruhe die moderne Kanalisation.
Nach zwei Jahren waren die Arbeiten abgeschlossen. Der Landgraben hatte nun einen Querschnitt von 17 m²; allein die Kanalisation in Paris hatte damals in Europa einen größeren Sammelkanal. Großherzog Friedrich I. weihte das Bauwerk mit einer Kahnfahrt ein.

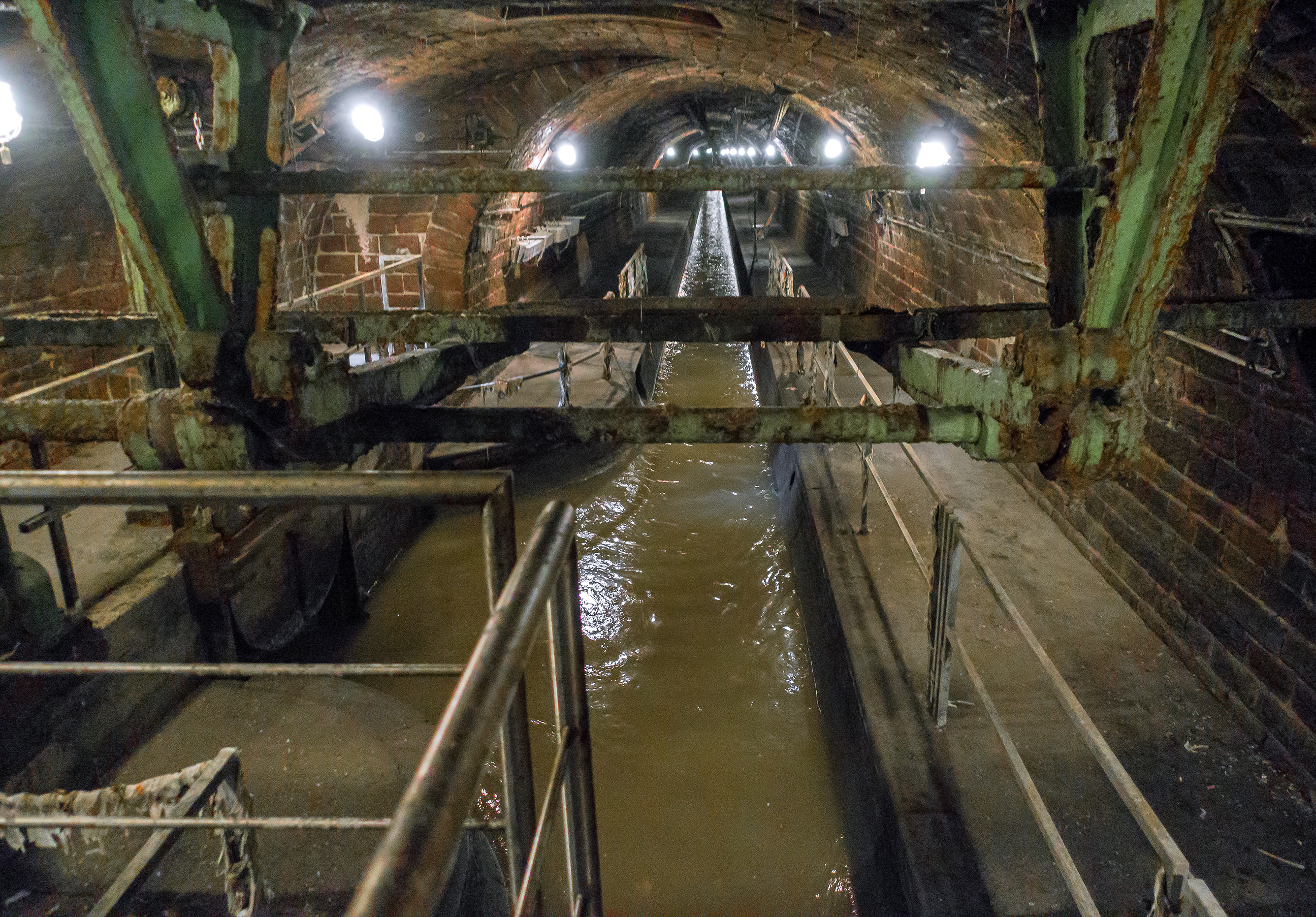
Landgraben, Einstiegspunkt Lameyplatz

Ab 1893 wurde auch die Fäkalienabschwemmung zugelassen, denn mit der Einführung von Wasserklosetts endete der Grubenbetrieb für Fäkalien. Da die Alb nicht noch stärker verschmutzt werden sollte, wurde der Bau einer Kläranlage beschlossen.
Am Lameyplatz in Mühlburg zweigt seither ein Kanal Richtung Norden zum Klärwerk ab, das 1913 in Betrieb ging. Seit Oktober 2002 ermöglicht die Stadt Besuchergruppen am Landgrabeneinstieg Lameyplatz einen Blick in die Unterwelt. Ein eigens dafür errichteter Besuchersteg führt direkt über das Fließgerinne bis zum über 100 Jahre alten gusseisernen Wehr, das weiterhin in Dienst ist. Über das ursprüngliche Endstück des Landgrabens bis zur Alb läuft heute noch bei starkem Andrang Wasser ab.
Inzwischen haben tiefer liegende Kanäle die Hauptaufgaben des Landgrabens übernommen. Er speichert aber bei Starkregen, wenn die jetzigen Hauptkanäle überlastet sind, überschüssiges Wasser. Das Sandsteingewölbe des Landgrabens steht unter Denkmalschutz.